# ランダウアー公式
物理学において、ラウダウアー公式（ラウダウアーこうしき、英: Landauer formula）とは導体の電気伝導度と量子的な散乱特性の関係についての公式である。1957年にIBMの研究者であるロルフ・ランダウアーによって、導出された。有限サイズの系の扱いが難しい久保公式と異なり、有限サイズの系に適用可能であり、かつ直観的な理解が得やすいことから、メゾスコピック系での量子輸送の問題に適用される。
最も簡単なケースは、2端子の系で、導体のS行列がエネルギーに依存しない場合である。電気伝導度 G はランダウアー公式により、次のように表せる。
{\displaystyle G(\mu )=G_{0}\sum _{n}T_{n}(\mu )}
ここで G0 = e2/πħ はコンダクタンス量子と呼ばれる物理定数であり、その値は2014CODATA推奨値で 7.7480917310(18)×10−5 S である。また、Tn はチャンネルの透過係数で、和は導体中のすべての輸送チャンネルについてとる。この公式は非常に簡単で、物理的に理解しやすい。ナノスケール導体の電気伝導は、化学ポテンシャルに等しいエネルギー E = μ を持って伝播するときに電子が持つ全ての透過確率の和として与えられる。